# Pavyllon, un restaurant Yannick Alléno, Monte-Carlo
Pavyllon, un restaurant Yannick Alléno, Monte-Carlo, tidigare Restaurant Le Vistamar och Yannick Alléno à l'Hôtel Hermitage Monte-Carlo, är en franskinspirerad gourmetrestaurang som är belägen inne i det femstjärniga lyxhotellet Hôtel Hermitage Monte-Carlo i Monte Carlo i Monaco.
Restaurangen öppnades 1999 och blev tilldelad en Michelinstjärna året efter. Den ägs av det statliga tjänsteföretaget Société des bains de mer de Monaco (SBM) och drivs sedan april 2021 av den franske stjärnkocken Yannick Alléno.